# Hugo Torres Marín
Hugo Alberto Torres Marín (Briceño, 9 de agosto de 1960) es un eclesiástico católico colombiano. Es el arzobispo de Santa Fe de Antioquia, desde enero de 2023. Fue obispo de Apartadó, de 2015 a 2023, de la cual fue administrador apostólico, entre 2014 y 2015. Fue obispo auxiliar de Medellín, de 2011 a 2014.

## Biografía
Hugo Alberto nació el 9 de agosto de 1960, en el municipio colombiano de Briceño. Hijo del matrimonio de Francisco José Torres y Judith Marín Zuluaga.
Tras realizar los estudios de primaria, cursó el bachillerato en el Seminario Menor de Santa Rosa de Osos. Realizó sus estudios eclesiásticos en el Seminario Mayor de la misma diócesis.
En la Pontificia Universidad Gregoriana, obtuvo la licenciatura en Teología dogmática. Posteriormente, realizó una especialización en Filosofía y Educación Religiosa de la Universidad Católica de Oriente.
También realizó los estudios de Alta Gerencia en la Universidad de Medellín, donde obtuvo la especialización en pedagogía de la virtualidad.

### Sacerdocio
Su ordenación sacerdotal fue el 24 de noviembre de 1987, a manos del obispo Joaquín García Ordóñez.  
Durante su ministerio, ha desempeñado los siguientes cargos:
- Vicario parroquial de Ntra. Sra. del Rosario, en Donmatías (1988).
- Profesor del Seminario Mayor de Santa Rosa de Osos (1989-1992).
- Director de la Escuela Apostólica Monseñor Miguel Ángel Builes (1992-1994).
- Formador del Seminario Mayor de Santa Rosa de Osos (1996-1999).[2]
- Vicedirector, director académico y miembro del equipo de la Fundación Universidad Católica del Norte (2000-2001; 2005-2007).
- Rector de la Fundación Universidad Católica del Norte (2001-2004).
- Vicario de pastoral y párroco del municipio de Valdivia (2008).[4]
- Rector del Seminario Mayor de Santa Rosa de Osos (2009-2011).

## Episcopado

### Obispo Auxiliar de Medellín

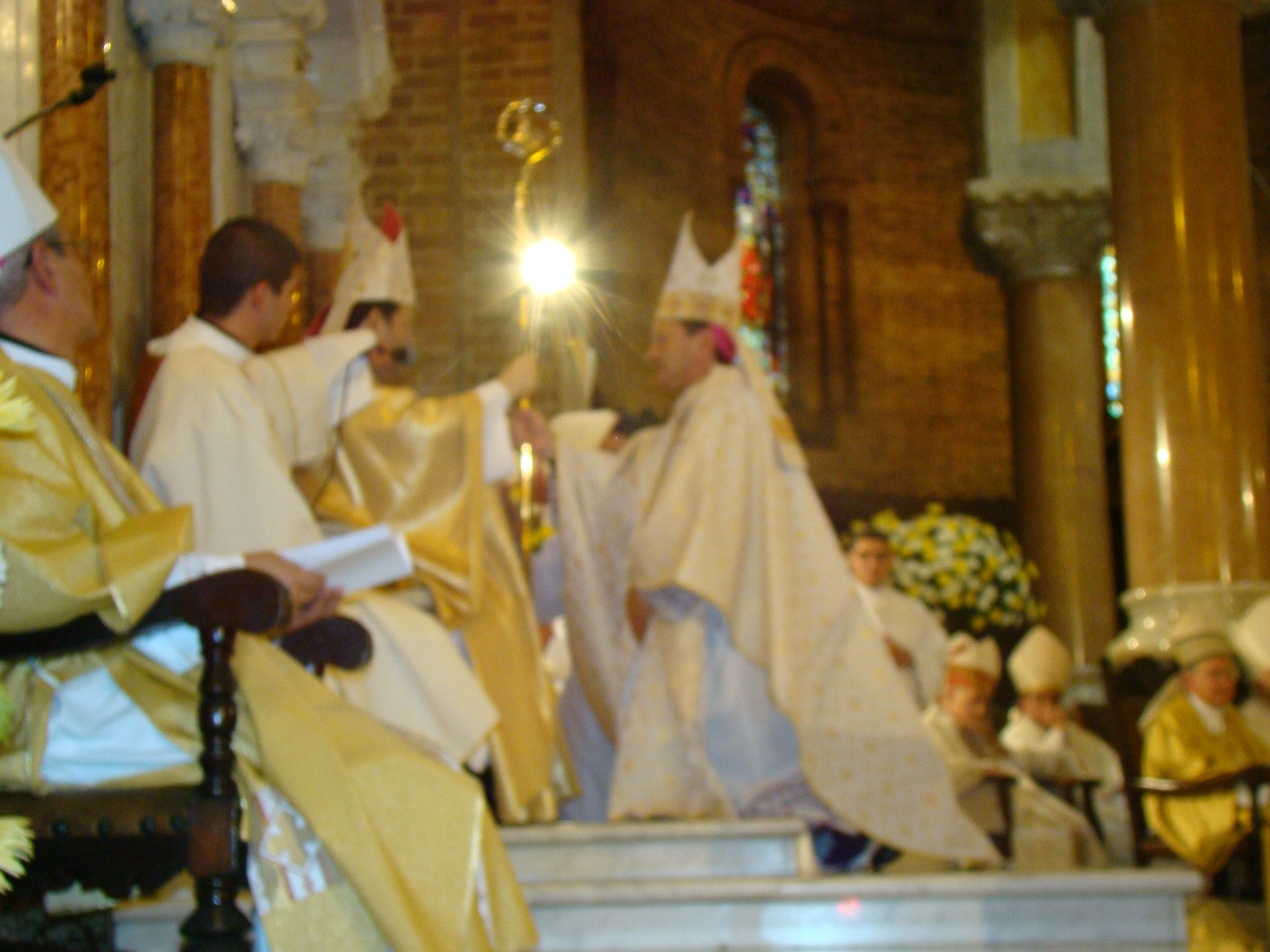
Torres recibiendo el báculo, en su ordenación episcopal.

El 4 de mayo de 2011, el papa Benedicto XVI lo nombró obispo titular de Bossa y obispo auxiliar de Medellín. Fue consagrado el 4 de junio del mismo año, en la Catedral de Medellín, a manos del arzobispo Ricardo Tobón Restrepo. 

### Obispo en Apartadó
El 9 de octubre de 2014, el papa Francisco lo nombró administrador apostólico de Apartadó. El 29 de septiembre de 2015, el papa Francisco lo nombró obispo de Apartadó. 

### Arzobispo de Santa Fe de Antioquia
El 25 de enero de 2023, el papa Francisco lo nombró arzobispo de Santa Fe de Antioquia. Tomó posesión canónica el 23 de marzo del mismo año, durante una ceremonia en la Catedral Metropolitana.